# György Sepsei
György Sepsei (* 8. Juli 1926 in Makó) ist ein ehemaliger Offizier in der Volksrepublik Ungarn und war zuletzt Generalmajor (Vezérőrnagy) im Innenministerium (Belügyminisztérium) sowie von 1975 bis 1985 Chef des Polizeipräsidiums im Komitat Fejér.

## Leben

### Hilfsarbeiter, Polizist und Studium der Rechtswissenschaften
György Sepsei, Sohn von Julianna Kádár, besuchte sechs Klassen der Grundschule und wurde im Oktober 1949 kurzzeitig Hilfsarbeiter in einer Hanffabrik in Óföldeák sowie anschließend zwischen 1943 und 1944 Hilfsarbeiter im Holzverarbeitungsbetrieb Ferenc Nagy in Makó. Er trat daraufhin in den Polizeidienst ein und war zwischen November 1944 und März 1945 Wachposten der Polizeistation Makó und leistete anschließend von März bis Oktober 1945 Militärdienst bei dem in Hajmáskér stationierten 14. Infanterieregiment der Ungarischen Armee (Magyar Honvédség). Anschließend war er von Oktober bis November 1945 als Mitarbeiter der Politischen Polizei sowie danach bis 1946 als Wachposten der Polizeidienststelle Lenti tätig. Nachdem er zwischen 1946 und 1948 die Ausbildungsabteilung für Wachkommandanten (Őrsparancsnokképző Tanosztály) hatte, absolvierte er zwischen Januar 1948 und Februar 1949 ein Studium an der Polizeiakademie (Rendőrakadémia). Nach seiner Beförderung zum Hauptfeldwebel (Főtörzsőrmester) war er 1949 kurzzeitig in der Polizeidienststelle Kreis Nagykanizsa sowie nach seiner Beförderung zum Leutnant (Hadnagy) zwischen 1949 und 1950 in der Polizeidienststelle Miskolc tätig. Nach einer Tätigkeit als Dozent für Strafrecht im Polizeipräsidium Budapest war er nach seiner Beförderung zum Oberleutnant (Főhadnagy) im Januar 1951 bis 1952 nacheinander Dozent, stellvertretender Leiter sowie zuletzt Leiter der Unterabteilung Schulungen in der Ausbildungsabteilung des Innenministeriums (Belügyminisztérium). 
Daraufhin folgte zwischen 1952 und 1953 eine Verwendung als Leiter der Unterabteilung Lehrplanerstellung der Studienabteilung der Hauptabteilung Ausbildung sowie daraufhin von Juli 1953 bis Dezember 1955 Leiter der Unterabteilung öffentliches Bildungswesen der Studienabteilung der Hauptabteilung Personal des Innenministeriums, wobei in dieser Funktion im Januar 1955 seine Beförderung zum Hauptmann (Százados) erfolgte. Daraufhin war er zwischen Dezember 1955 und Oktober 1956 Leiter einer Unterabteilung im Sekretariat des Innenministeriums sowie von November und Dezember 1956 kurzzeitig Leiter des Sekretariats des Polizeipräsidiums Budapest BRFK (Budapesti Rendőr-főkapitányság). Im Anschluss folgten von Dezember bis Mai 1957 Verwendungen in der Hauptabteilung Polizei des Innenministeriums. Er absolvierte zudem ein Studium an der Fakultät für Politikwissenschaften und Recht ÁJTK (Állam- és Jogtudományi Kara) der Eötvös-Loránd-Universität (ELTE) und schloss dort 1957 seine Promotion zum Doktor der Rechte ab. Daraufhin wurde er am 3. Mai 1957 Mitarbeiter der Unterabteilung BM II/8-f, die zur Abteilung BM II/8 Prüfungen (Vizsgálati) gehörte, und war nach seiner Beförderung zum Major (Őrnagy) am 18. Januar 1959 zuletzt vom 1. März 1960 bis zum 14. August 1962 Leiter der Unterabteilung BM II/8-f.

### Chef des Polizeipräsidiums im Komitat Fejér und Aufstieg zum Generalmajor
Im August 1962 kam es zu einer neuerlichen Reorganisation der Staatsschutzaufgaben. Dabei wurde im Innenministerium die Abteilung II Politische Ermittlungen durch die Hauptgruppe BM III Staatssicherheit (Állambiztonsági) als die neue Organisation der politischen Polizei ersetzt. Innerhalb dieser Hauptgruppe wurden fünf Gruppen geschaffen, wobei József Galambos als erster Leiter der Hauptgruppe III Chef der Staatssicherheit wurde. Diese Organisation umfasste alle ungarischen Geheimdienste mit Ausnahme des militärischen Nachrichtendienstes (MNVK 2. Csoportfőnökség), der als Gruppe 2 dem Generalstab der Ungarischen Volksarmee MNVK (Magyar Néphadsereg Vezérkar) unterstellt war.
Sepsei selbst war daraufhin vom 15. August 1962 bis zum 30. November 1964 Leiter der Unterabteilung BM III/1-e Rechtsgutachten und Stellungnahmen (Jogi véleményadás, állásfoglalás) sowie daraufhin zwischen dem 1. Dezember 1964 und dem 31. März 1967 Rechtsreferent im Sekretariat der Hauptgruppe III und wurde in dieser Verwendung am 15. Januar 1965 zum Oberstleutnant (Alezredes) befördert. Vom 1. April 1967 bis zum 31. Mai 1971 war er operativer Sekretär des Leiters der Hauptgruppe BM III Staatssicherheit sowie danach zwischen dem 1. Juni 1971 und dem 30. Juni 1974 Leiter des Sekretariats des ersten stellvertretenden Innenministers und damit mehrere Jahre lang enger Mitarbeiter von Generalleutnant Sándor Rácz, der von 1966 bis 1970 Leiter der Hauptgruppe BM III sowie zwischen 1970 und 1973 erster stellvertretender Innenminister war. Anschließend fungierte er zwischen dem 1. Juli 1974 und dem 30. März 1975 Leiter der Analyse- und Bewertungsabteilung der Gruppe Informationsverarbeitung und Aufsicht.
Nach seiner Beförderung zum Oberst (Ezredes) am 1. März 1975 wurde György Sepsei am 1. April 1975 Chef des Polizeipräsidiums im Komitat Fejér und bekleidete dieses Amt zehn Jahre lang bis zu seinem Eintritt in den Ruhestand am 31. Juli 1985. In dieser Zeit absolvierte er 1978 einen dreimonatigen Führungstrainingskurs an der Parteihochschule der Ungarischen Sozialistischen Arbeiterpartei MSZMP (Magyar Szocialista Munkáspárt) und wurde zudem am 1. Januar 1981 noch zum Generalmajor (Vezérőrnagy) befördert.